# Alconeura insulae
Alconeura insulae är en insektsart som beskrevs av Griffith 1938. Alconeura insulae ingår i släktet Alconeura och familjen dvärgstritar.
Artens utbredningsområde är Florida. Inga underarter finns listade i Catalogue of Life.